# Maschera antigas M9

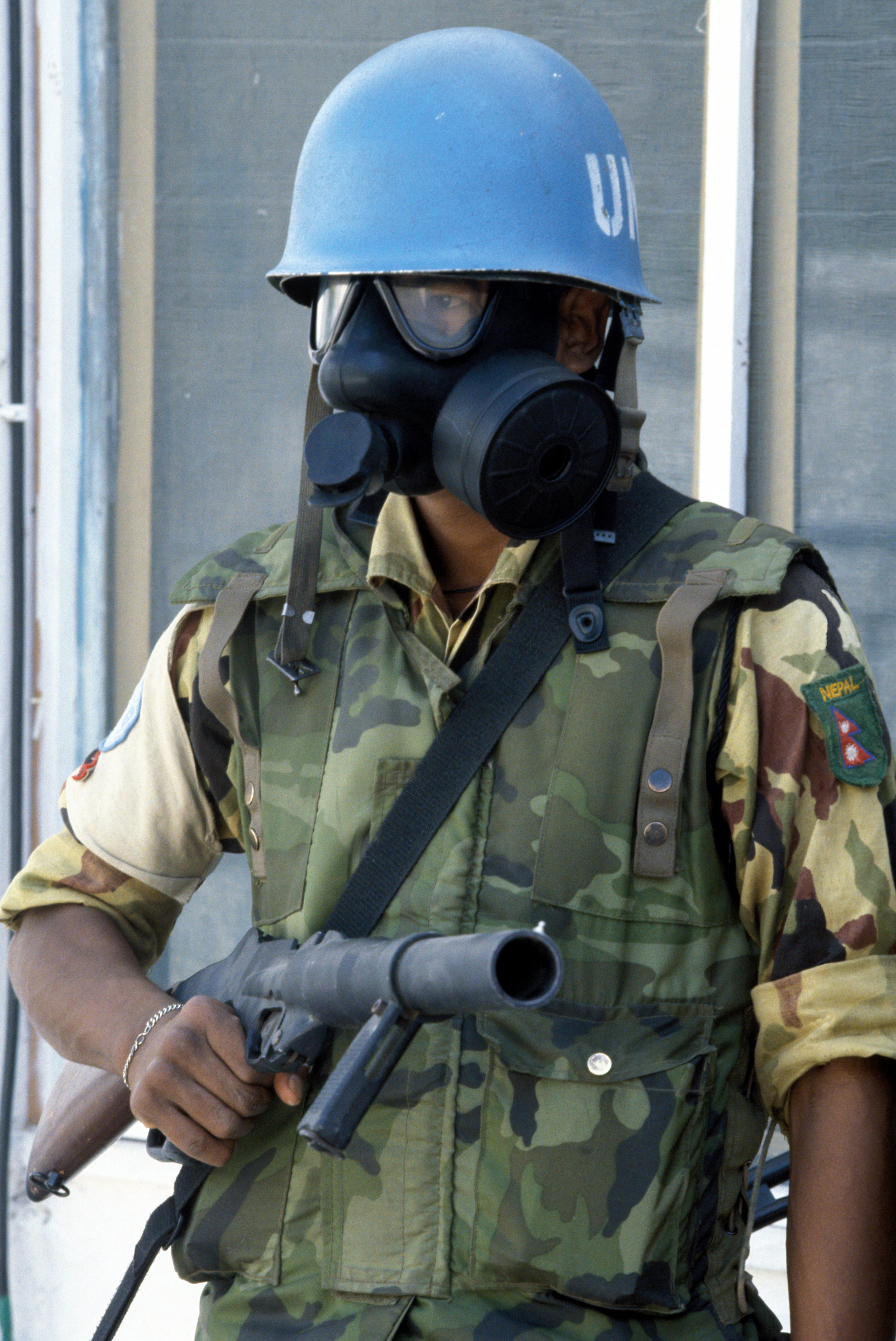
Un soldato delle Nazioni Unite con un lanciagranate per gas lacrimogeno, maschera antigas M9 ed elmetto M1

La M9 Field Protective Mask è una maschera antigas statunitense del dopoguerra.

## Storia

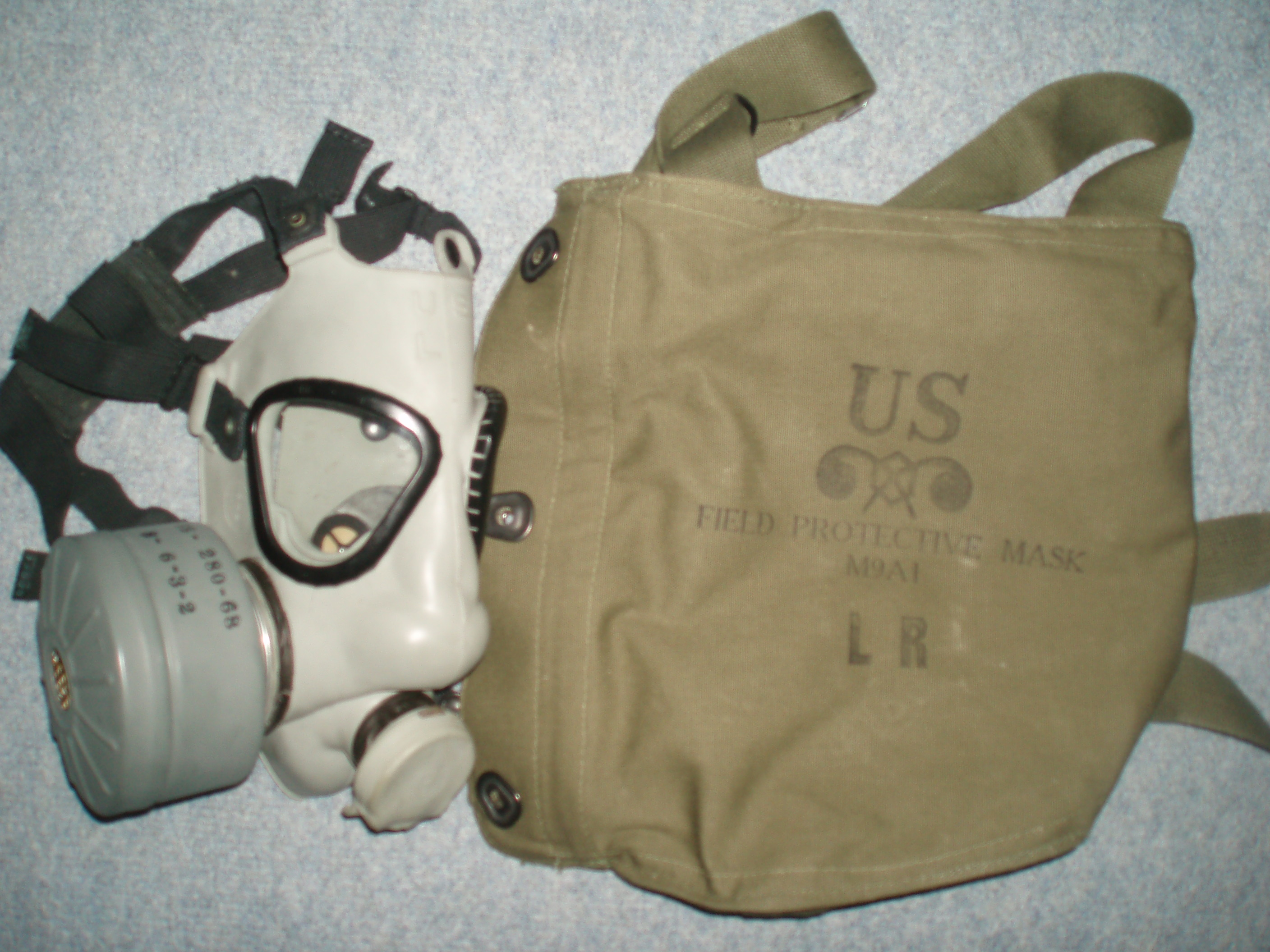
Maschera antigas M9A1 con sacca di trasporto. Notare l'impostazione per mancini con attacco per filtro a destra

Nasce nel 1950, dalla sua versione sperimentale E48 del 1947, dal quale differisce per il colore, grigio chiaro anziché nero anche se le M9 delle prime serie possono presentare un facciale in gomma nera, analogo a quello della E48. La versione M9 fu sostituita dalla versione M9A1 nel 1952, che sostituiva solo la sacca per il trasporto, dalla C15R1 grossa ed impermeabile alla M11 più piccola e non impermeabile.

## Caratteristiche
Il filtro era posizionato nella parte laterale sinistra del facciale, il quale presentava un attacco da 60 mm di diametro. Venne prodotta anche nella versione per tiratori mancini, nel qual caso l'attacco del filtro era posizionato sul lato destro.
Data l'ottima impostazione generale della maschera, da essa derivarono numerose varianti che vennero realizzate su licenza o puramente copiate in numerosi paesi esteri. Troveremo pertanto i seguenti derivati: M-1 (militare - Jugoslavia); MC-1 (civile - Jugoslavia); Skyddmask-51 (militare - Svezia); KM9A1 (militare - Sud Corea); M-61 serie 1, 2 e 3 (militare - Finlandia).